# Carolana
Carolana är ett släkte av fjärilar. Carolana ingår i familjen praktmalar, Oecophoridae.
Kladogram enligt Catalogue of Life:
| Carolana | \| \| Carolana ascriptella \| \| \| \| \| \| Carolana golmeia \| \| \| \| |
|          | \| \| Carolana ascriptella \| \| \| \| \| \| Carolana golmeia \| \| \| \| |
|          | Carolana ascriptella                                                      |
|          |                                                                           |
|          | Carolana golmeia                                                          |
|          |                                                                           |